# Reynaldo Parks
Reynaldo Parks Pérez (ur. 4 grudnia 1974 w Limón) – kostarykański piłkarz występujący na pozycji obrońcy.

## Kariera klubowa
Parks karierę rozpoczynał w 1991 roku w zespole AD Limonense. W 1993 roku przeszedł do CS Herediano, gdzie spędził dwa kolejne lata. W 1996 roku został graczem gwatemalskiego klubu CSD Comunicaciones. W 1997 roku zdobył z nim mistrzostwo Gwatemali. Po tym sukcesie odszedł do meksykańskiego zespołu Tecos UAG. Jego barwy reprezentował przez 4 lata.
W 2001 roku Parks wrócił do Kostaryki, gdzie został zawodnikiem Deportivo Saprissa. Na początku 2002 roku przeniósł się do meksykańskiego CF La Piedad, jednak po pół roku powrócił do Deportivo Saprissa. W latach 2004, 2006 oraz 2007 zdobył z nim mistrzostwo Kostaryki.
W 2007 roku Park odszedł do Universidadu de Costa Rica. Spędził tam sezon 2007/2008. Następnie grał w AD San Carlos oraz AD Limonense. W 2009 roku zakończył karierę.

## Kariera reprezentacyjna
W reprezentacji Kostaryki Parks zadebiutował w 1993 roku. W tym samym roku wziął udział w Złotym Pucharze CONCACAF, zakończonym przez Kostarykę na 3. miejscu. Wystąpił na nim spotkaniach z Kanadą (1:1), Martyniką (3:1) i Stanami Zjednoczonymi (0:0, 0:1 po dogrywce).
W 2001 roku został powołany do kadry turniej Copa América. Zagrał na nim w meczach z Hondurasem (1:0) oraz dwukrotnie z Urugwajem, w fazie grupowej (1:1) i w ćwierćfinale (1:2). Z tamtego turnieju Kostaryka odpadła z ćwierćfinale.
W 2002 roku Parks ponownie znalazł się w drużynie na Złoty Puchar CONCACAF. Wystąpił na nim w 5 meczach: z Martyniką (2:0), Trynidadem i Tobago (1:1), Haiti (1:1, 2:1 po dogrywce), Koreą Południową (3:1) oraz w finale ze Stanami Zjednoczonymi (0:2).
W drużynie narodowej Parks grał w latach 1993–2003.